# La colomba non deve volare
La colomba non deve volare è un film del 1970 diretto da Sergio Garrone.

## Trama
Estate 1943. Le forze italo-tedesche, strette nella morsa dell’avanzata alleata in Sicilia, cercano disperatamente un’azione risolutiva. Un piano rischioso viene messo in atto: colpire i depositi di carburante britannici nelle isole del Bahrein, per spezzare la catena logistica degli avversari. La missione viene affidata a una squadriglia di bombardieri Savoia-Marchetti SM 79 della Regia Aeronautica, comandata dal maggiore Ridolfi, con base operativa a Creta. Tuttavia, la distanza tra il punto di partenza e l’obiettivo rende impossibile la missione senza un rifornimento intermedio. Entra così in gioco Pablo Vallajo, un agente della Spagna franchista che, operando sotto copertura per i servizi italiani, riceve l’incarico di organizzare un carico di carburante da trasportare clandestinamente nel deserto di un paese mediorientale neutrale. Per farlo, si avvale di intermediari locali, spesso poco raccomandabili, e del supporto involontario di Anna, una funzionaria diplomatica ignara del suo ruolo nella vicenda. Nel frattempo, il maggiore Harris, un inflessibile ufficiale dei servizi britannici, scopre il piano e si mette sulle tracce di Vallajo. La sua determinazione a fermare l’operazione lo conduce in una caccia spietata, tra omicidi mirati, intercettazioni e pedinamenti, che si estende tra Aden, Bahrein e il cuore del deserto. Mentre il tempo stringe e la tensione cresce, Pablo cerca di guadagnare la fiducia di Anna e portare a termine la missione, consapevole che ogni errore potrebbe compromettere l’intera operazione. Da parte sua, Ridolfi si prepara al decollo, contando sulla riuscita del piano di rifornimento per avere una possibilità di colpire l’obiettivo e rientrare. Nel clima rovente della guerra, tra tradimenti, alleanze di convenienza e azioni sotto copertura, il destino della missione è appeso ad un filo.

## Critica
(Segnalazioni Cinematografiche, vol. 69, 1970)